# Rio Chiuveş
O Rio Chiuveş é um rio da Romênia, afluente do Rio Târnava Mare, localizado no distrito de Harghita.